# Stadio Algarve
Lo Stadio Algarve (in portoghese Estádio Algarve) è uno stadio calcistico situato nella città portoghese di Faro, nella regione dell'Algarve. Ospita le partite casalinghe dello Sporting Clube Farense e del Louletano Desportos Clube. Le due formazioni hanno anche inaugurato l'impianto con una amichevole disputatasi il 1º gennaio 2004. 
Autrice del progetto dello stadio è stata l'impresa australiana HOK S+V+E, nota anche per la realizzazione degli elaborati tecnici dello Stadio Olimpico di Sydney e del nuovo Estádio da Luz. Nel corso del campionato europeo di calcio 2004 l'impianto ha ospitato due incontri del gruppo A ed un quarto di finale, match che, sebbene abbiano riscosso un grande interesse, non hanno fatto mai registrare il tutto esaurito. 
Lo stadio non si presta solo ad avvenimenti di carattere sportivo. Ha, difatti, ospitato spesso concerti di band di caratura internazionale come i Simple Minds ed i Black Eyed Peas. Dal settembre 2014 lo stadio è stato sede provvisoria degli incontri casalinghi della nazionale di calcio di Gibilterra, vista l'indisponibilità del Victoria Stadium, ritenuto non rispondente agli standard da parte dell'UEFA in competizioni ufficiali (si possono invece disputare amichevoli).

## Rally del Portogallo
Nel 2007 si è disputata una Prova Speciale del "WRC Vodafone Rally de Portugal", prova valida per il Campionato Mondiale Rally, la serie automobilistica più importante del mondo dopo la Formula 1. La prima prova speciale, andata in onda in diretta televisiva, è stata vinta dal pilota finlandese Marcus Grönholm su Ford Focus WRC. L'evento è stato seguito da uno stadio quasi del tutto esaurito e in diretta su RTP1. Il main-sponsor della manifestazione è la Vodafone.

## Incontri del campionato europeo di calcio 2004

### Fase a gironi
- Spagna -  Russia 1-0 (Gruppo A, 12 giugno) 28 182 spettatori
- Russia -  Grecia 2-1 (Gruppo A, 20 giugno) 24 347 spettatori

### Quarti di finale
- Svezia -  Paesi Bassi 0-0, 4-5 d.c.r. (26 giugno) 27 762 spettatori